# Museo Nacional de Artes Escénicas
El Museo Nacional de Artes Escénicas, antes llamado Museo Nacional del Teatro, es una institución española dedicada a la promoción y salvaguardia del patrimonio escénico, que forma parte de la red de Museos Nacionales, y que está localizado en la localidad castellano-manchega de Almagro (Ciudad Real). La nueva sede fue inaugurada el 4 de febrero de 2004 por los Reyes de España.
En la actualidad su gestión está transferida al Instituto Nacional de las Artes Escénicas y de la Música (INAEM), dependiente del Ministerio de Cultura.

## Antecedentes a su situación actual
En noviembre de 1919, el ministro de Instrucción Pública y Bellas Artes, José del Prado Palacio, creó el Museo-Archivo Teatral, encargando la dirección del mismo a Luis París, director del Teatro Real de Madrid, habilitando dos salones en la planta noble de dicho teatro en el año 1924, cuando a penas restaban dos para cerrarlo. Se exhibió parte del Archivo teatral, que con dificultad había ido formándose desde 1850.
Después de la guerra civil española y debido al deterioro que sufrió el Teatro Real, las colecciones se instalaron con carácter provisional en la calle Ruíz de Alarcón de Madrid. A lo largo de los años, los fondos fueron depositados en distintas sedes, hasta su ubicación definitiva en Almagro. Así, en 1951 fueron trasladados a los bajos del Museo Romántico, en 1972 al antiguo Hospital General (hoy Museo Nacional Centro de Arte Reina Sofía) y en 1987 al antiguo Museo Nacional de Arte Contemporáneo, en la Ciudad Universitaria de Madrid.
En 1968 el Museo fue integrado en el Plan Nacional de Museos. En 1980, como consecuencia de la reorganización parcial del Ministerio de Cultura de España, este Museo quedó adscrito a la Dirección General de Música y Teatro.
En 1990, a propuesta del entonces director general de Bellas Artes, Jaime Brihuega, de acuerdo con el director general del INAEM, Adolfo Marsillach, se autoriza el traslado urgente de las colecciones del Museo, desde los almacenes del MEAC a una sede provisional en Almagro, decisión tomada al considerar que esta población es sede del Festival Internacional de Teatro Clásico y encontrarse en ella el Corral de comedias de Almagro.

A partir de este momento sus colecciones se fueron incrementando de manera notable: en 1991, recibe todos los fondos de escenografías y figurines de la colección de los antiguos Teatros Nacionales, depositada en el Centro de Documentación teatral y donaciones de José Tamayo, Núria Espert, Familia Burmann, Familia Victorina Durán, herederos de José Luis Alonso, Carlos Cytrynowski, Gregorio Martínez Sierra-Catalina Bárcena; así como obras en depósito del Museo del Prado y de la cofradía de comediantes de la Virgen de la Novena.
Recientemente el INAEM ha adquirido en subasta pública importantes obras de pintura, dibujos, grabados y bocetos de escenografías y figurines que han incrementado notablemente sus fondos. En este sentido debemos reseñar los importantes lotes procedentes de los bienes subastados del bailarín y coreógrafo Antonio Ruiz Soler, Antonio, bocetos de escenografías para el Teatro Real, retratos del actor Julián Romea, firmado por Antonio María Esquivel y el de María Guerrero, de Anselmo Miguel Nieto, entre otras obras.
Dada la gran cantidad y riqueza de los fondos, el edificio pronto resultó insuficiente, por lo que en 1994, el Ayuntamiento de Almagro acuerda la cesión de los Palacios de los Maestres de Calatrava al Ministerio de Cultura para que, tras una rehabilitación, se destinara a Museo Nacional del Teatro.
En el año 2024, se renombró como «Museo Nacional de Artes Escénicas» al objeto de adecuar su nombre a las múltiples áreas de las artes escénicas que abarcaba, y no solo al teatro.

## Los Palacios de los Maestres de Calatrava como sede

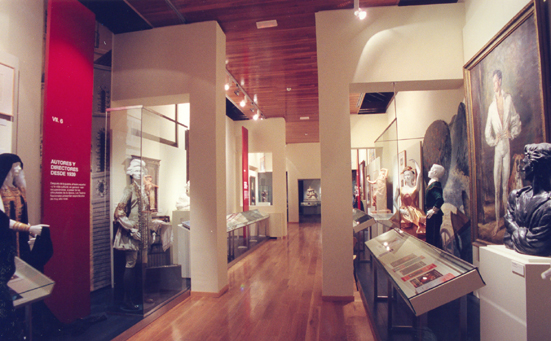
Sala del Museo Nacional del Teatro, 2007

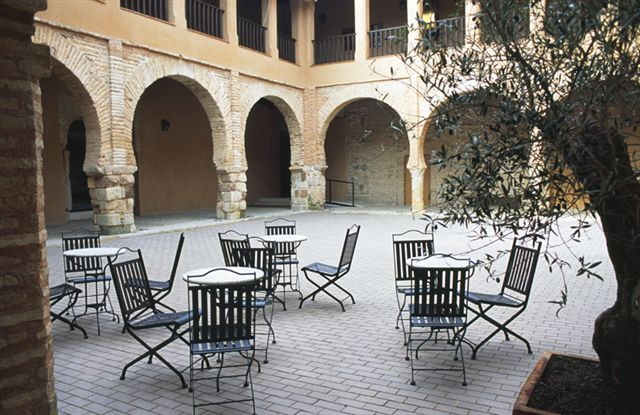
Detalle del Claustro de la actual sede del Museo

Los Palacios de los Maestres de Calatrava, situados al norte de la Plaza Mayor de Almagro, fueron construidos a mediados del medievo como residencia de los frailes legos y caballeros de la Orden de Calatrava y sede del Gran Maestre. En el siglo XVI pasó a ser la residencia del gobernador de Almagro y en el XVIII fue cuartel de Caballería, momento en que sufrió un incendio, quedando sólo el patio y algunas dependencias. 
En 1802 los frailes calatravos abandonaron su castillo-convento de Calatrava la Nueva y parte de los palacios quedó convertida en el nuevo convento prioral de la Orden hasta que en 1816 los frailes se trasladaron, de nuevo, al convento de la Asunción. El edificio pasó a manos particulares con la desamortización y fue desmantelado; hoy, después de albergar diversas dependencias comerciales, ha sido rehabilitado para sede del Museo Nacional del Teatro.
En su origen los Palacios Maestrales fueron erigidos como resultado de un complejo conjunto de edificios originados por las múltiples funciones que tenía: residencia conventual, sede política y centro administrativo del maestrazgo de Calatrava.
De su traza original se conserva su gran torreón en la esquina, construido en mampostería encintada, y su magnífico patio central arqueado, con arcos de herradura, realizados en ladrillo y enmarcados con un alfiz y apoyados sobre sus primitivos soportes en forma de pequeñas columnas, en la panda norte, y de pilares cuadros de piedra, en las pandas este y oeste. En una de sus galerías se conservan las zapatas y un alfarje policromo con heráldica del siglo XV.

### El edificio actual
Las obras de rehabilitación de los Palacios Maestrales, a cargo del arquitecto Horacio Fernández del Castillo, para sede del Museo Nacional del Teatro suponen la finalización del proceso de recuperación de un edificio y un lugar de gran relevancia histórica en La Mancha y la ciudad de Almagro.
El nuevo Museo ocupa una superficie de 2213,68 m², en tres alturas, distribuidos en salas de exposición en las tres plantas, biblioteca, almacenes en sótano y entreplanta, oficinas en planta superior y torreón y, finalmente, claustro mudéjar para la realización de exposiciones temporales, recitales poéticos como "Almagro íntimo" coordinado por Nieves Fernández Rodríguez, teatro escolar y otros actos culturales.
Como complemento a su programación habitual, el Museo, gracias a las cesiones del Ayuntamiento de Almagro, utilizará la vecina Iglesia de San Agustín como espacio expositivo y el antiguo silo como almacén.

## Fondos

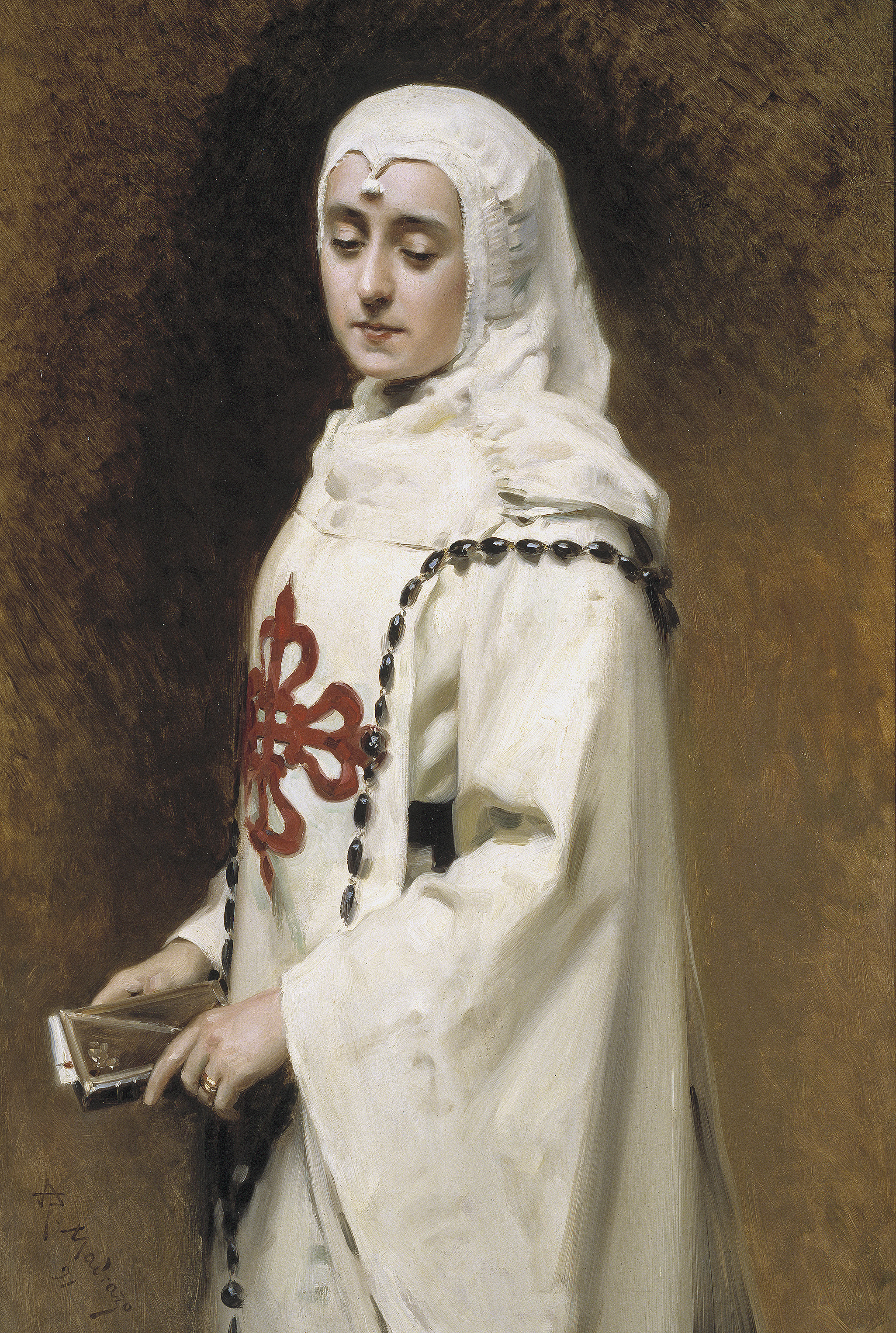
Raimundo de Madrazo. Retrato de María Guerrero en Doña Inés (1891).

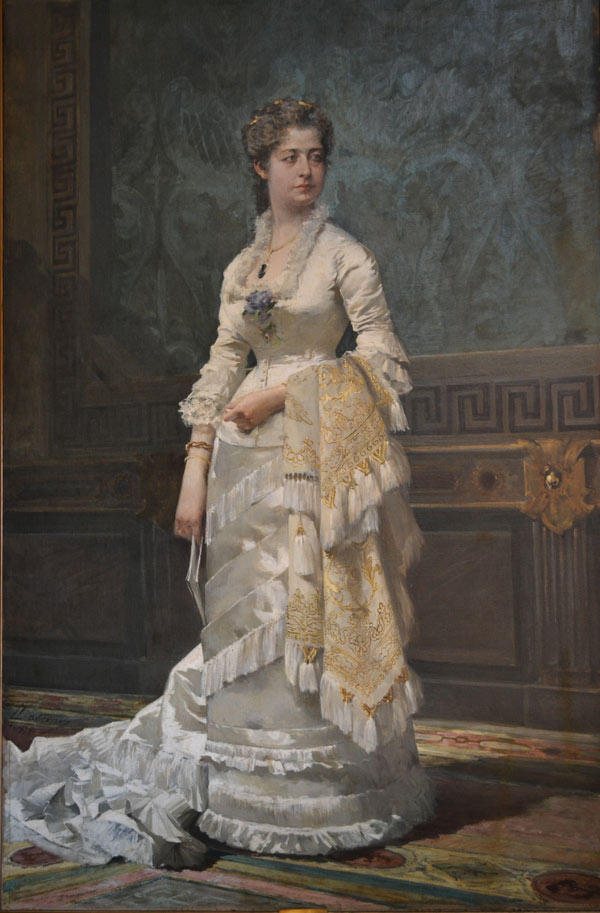
María Tubau retratada por Luis Taberner y Montalvo

Sus colecciones son un valioso material para el conocimiento de las artes escénicas y de los artistas y creadores que han poblado los escenarios españoles. 
Destacan las más de 8.000 obras sobre papel: escenografías, figurines, dibujos y estampas. Completan la riqueza museística las colecciones de pintura, escultura y fotografía (más de 25.000 instantáneas desde 1870), trajes (más de 2.000 desde fines del siglo XVIII), maquetas, teatrines, archivo musical, documentos administrativos y programas de temporada de distintos teatros españoles.

## Exposición permanente
El discurso expositivo de las salas permanentes del Museo consiste en un recorrido histórico que se inicia con el teatro greco-romano y transcurre por el teatro medieval con especial interés en el Misterio de Elche y La Celestina, para continuar con el teatro de los siglos de Oro, los corrales de comedias, la actividad escénica del siglo XVIII, el Romanticismo y Don Juan Tenorio como exponentes de la actividad escénica del siglo XIX, las vanguardias del siglo XX y el teatro de Arte, la ópera, la zarzuela, la danza y el género frívolo, para finalizar con la creación de los Teatros Nacionales y los Festivales de España.
Por tanto, la exposición permanente se hace sobre dos conceptos, uno cronológico y otro temático, con el siguiente recorrido:
- Planta baja: Salas I y II : Del teatro greco-romano al teatro de los Siglos de Oro.
- Entreplanta: Salas III y IV: Teatro en los siglos XVIII y XIX.
- Planta Superior: Salas V a VIII: Teatro Popular. Teatro de Arte. Las Vanguardias. La Ópera. La Zarzuela. Género Frívolo. La Danza. Teatro hasta 1939. Teatro desde 1940. Festivales de España. El Teatro de Marionetas.
- Claustro superior: La Magia del Teatro: maquinaria y artilugios escénicos.
- Claustro inferior: Actividades Teatrales.

## Información útil
- Horario del Museo

- Invierno (del 1 de septiembre al 30 de junio)

- Martes a viernes: 10 a 14 h y 16 a 19 h.
- Sábados: 11 a 14 h y 16 a 18 h.
- Domingos y festivos: 11 a 14 h.
- Lunes: Cerrado

- Verano (del 1 de julio al 31 de agosto)

- Martes a viernes 10 a 14 h y 19 a 21 h.
- Sábados 11 a 14 h y 20 a 21 h.
- Domingos y festivos: 11 a 14 h.
- Lunes: Cerrado

- Horario de la Biblioteca

- Invierno

- Martes a jueves: 10 a 14h y 16 a 19 h.
- Lunes y viernes: 8 a 14,30 h.

- Verano

- Martes a jueves: 10 a 14h y 18 a 21 h.
- Lunes y viernes: 8 a 14,30 h.